# Festival international des jardins de Chaumont-sur-Loire
Le Festival International des Jardins de Chaumont-sur-Loire réunit chaque année depuis 1992, dans une partie du Domaine de Chaumont-sur-Loire, en Loir-et-Cher, une sélection de créations paysagères en lien avec un thème particulier. Devenu aujourd'hui un rendez-vous incontournable de l'art des jardins, le Festival s'adresse aussi bien aux spécialistes qu'à un large public.

## Description
Le Festival International des Jardins a été lancé en 1992,. Il se présente comme étant un panorama de l’état de la création paysagère dans le monde. Les jardins éphémères, présentés à chaque édition (une vingtaine), sont les lauréats du concours international organisé en amont par le Festival. En vingt saisons, ce sont près de cinq cents jardins qui ont été créés. Le festival inclut également des expositions de créations artistiques. À côté des jardins, les visiteurs peuvent également découvrir des jardins permanents, tels que le vallon des Brumes, le jardin de méditation, le sentier des Fleurs Sauvages et les jardins d'enfants.
Depuis 2009, les jardins de Chaumont-sur-Loire peuvent, pendant une partie de l'été, être visités le soir à la lueur de diodes électroluminescentes, révélant par leurs couleurs, leurs lumières et leurs reflets, des aspects inédits, des ambiances insolites et mystérieuses, mais aussi par des bandes sonores. Ces visites nocturnes sont appelées les Jardins de Lumière. Cela est terminé depuis la saison 2025.
Le Festival est ouvert au public tous les jours de fin avril à mi-octobre.

## Fréquentation
La fréquentation du Festival est très forte augmentation depuis 20 ans, le nombre de visiteurs s'élevant à 533.944 en 2019.
| Année | Visiteurs | Année | Visiteurs | Année | Visiteurs |
| ----- | --------- | ----- | --------- | ----- | --------- |
| 1995  | 104 500   | 2005  | 133 778   | 2015  | 240 786   |
| 1996  | 120 000   | 2006  | 183 103   | 2016  | 392 387   |
| 1997  | 141 780   | 2007  | 162 201   | 2017  | 427 422   |
| 1998  | 128 700   | 2008  | 167 161   | 2018  | 514 353   |
| 1999  | 150 000   | 2009  | 216 048   | 2019  | 533 944   |
| 2000  | 134 000   | 2010  | 209 562   | 2020  | 328 920   |
| 2001  | 162 714   | 2011  | 214 658   | 2021  | 374 695   |
| 2002  | 158 975   | 2012  | 245 887   | 2022  | 535 875   |
| 2003  | 133 348   | 2013  | 232 055   | 2023  | 537 938   |
| 2004  | 131 199   | 2014  | 245 383   |       |           |

## Thème par année
- 1992 : Le plaisir

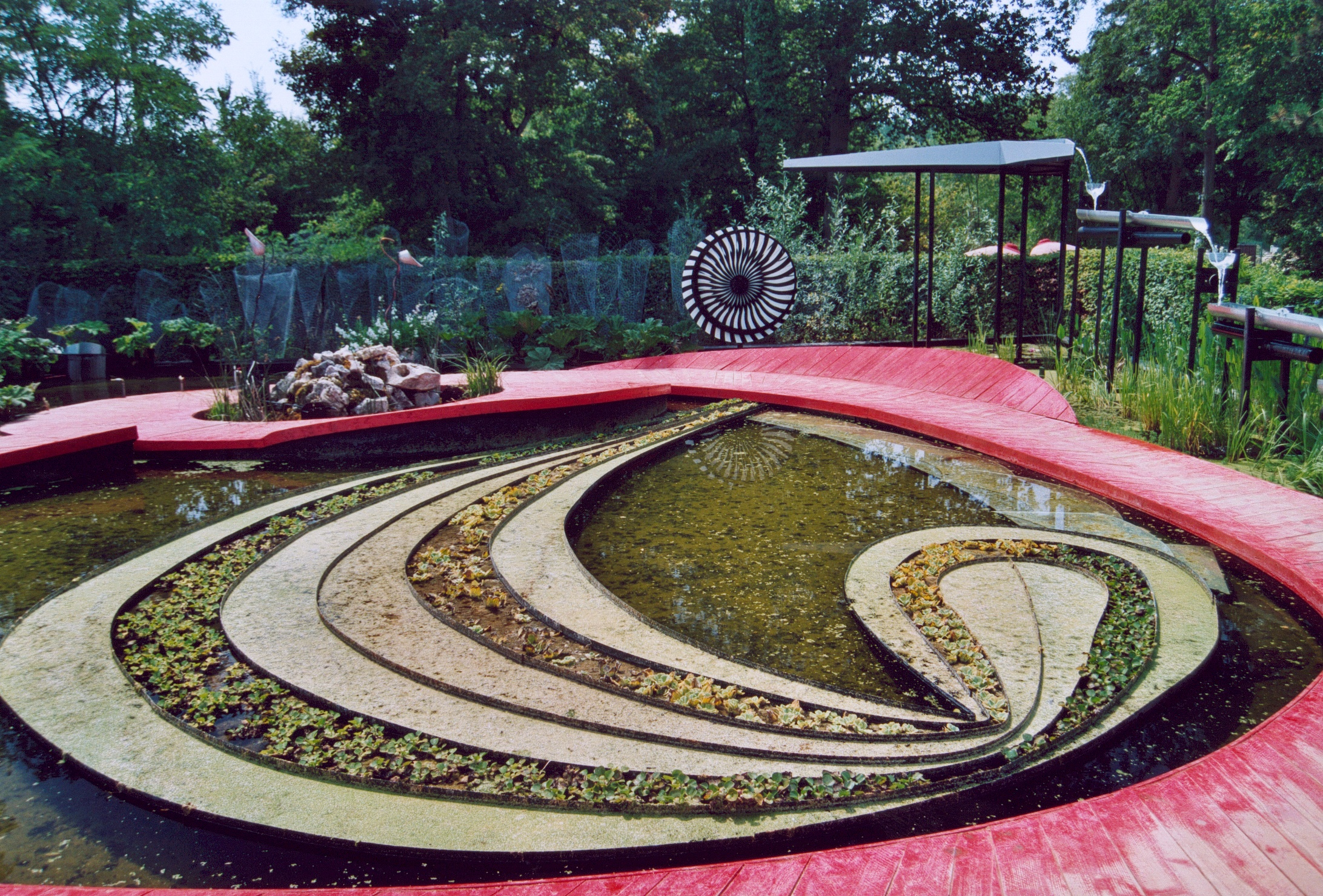
"La malédiction d’Agamemnon", en 2006.

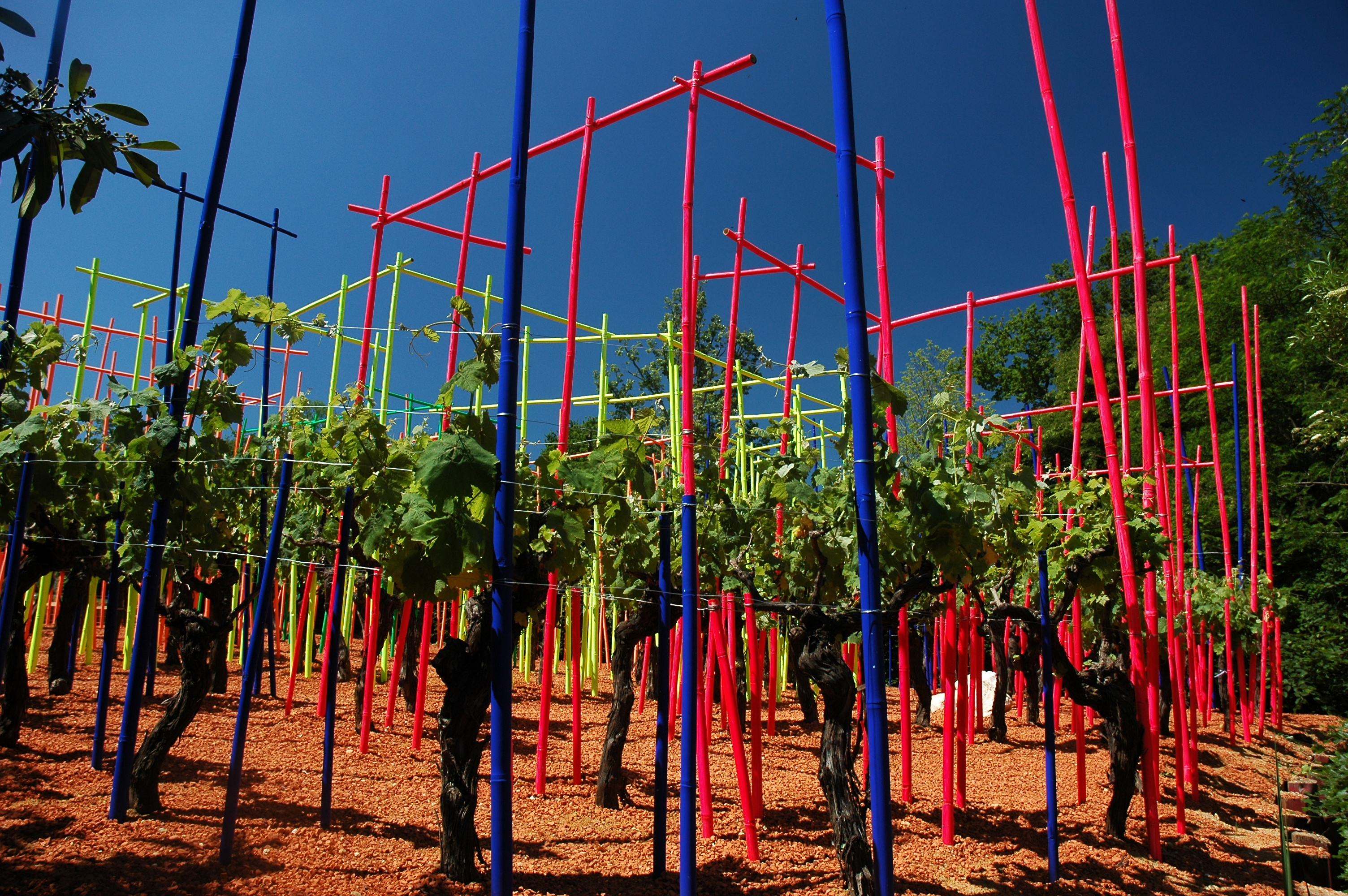
"Labyrinthe de la mémoire", sur le thème "Jardins corps et âme" en 2010.

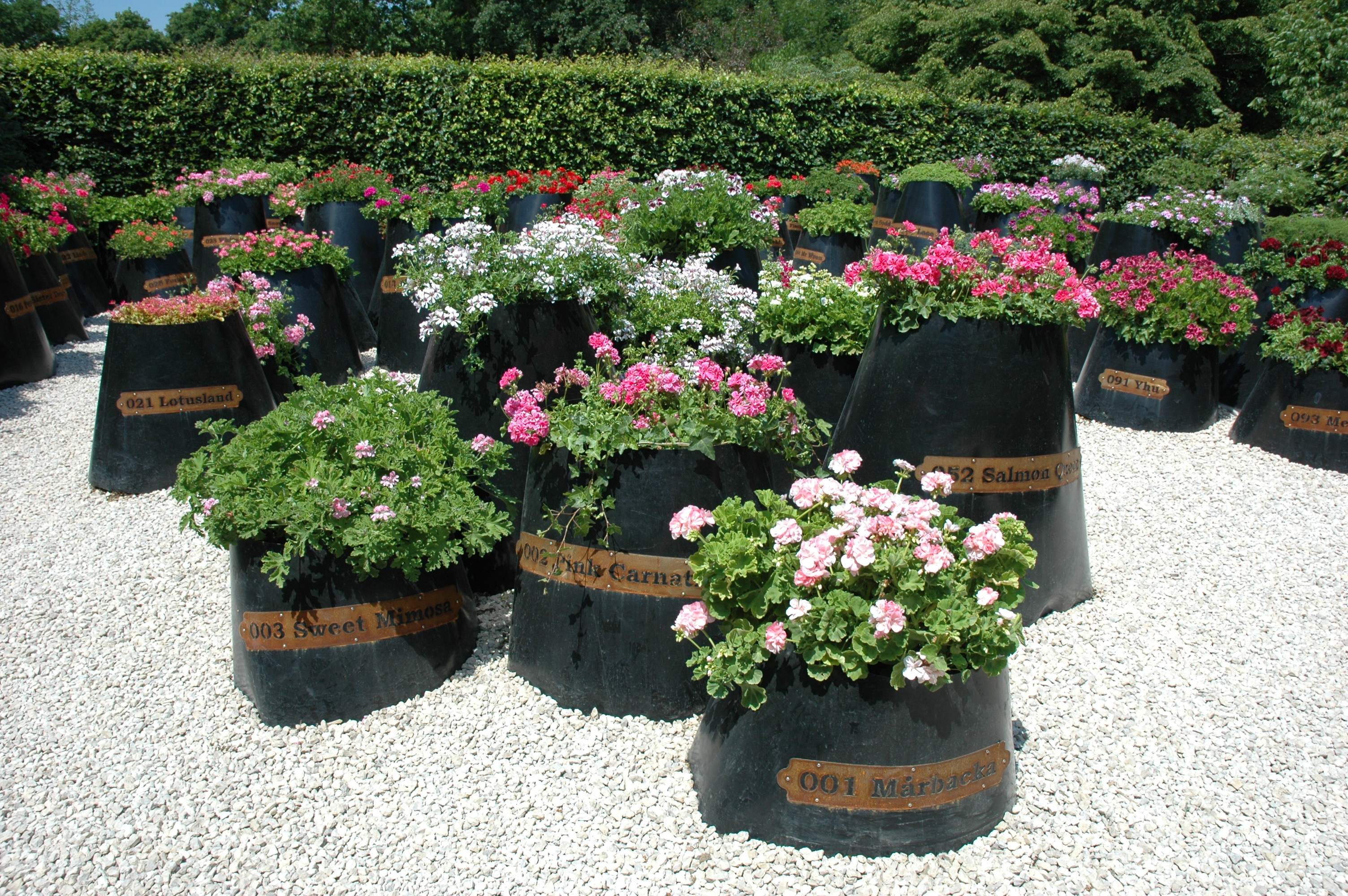
"Le jardin des 101 Pélargoniums", en 2015.

- 1993 : L'imagination dans la crise !
- 1994 : Acclimatations
- 1995 : Jardins des curiosités
- 1996 : La technique est-elle poétiquement correcte?
- 1997 : Que d'eau ! Que d'eau !
- 1998 : Ricochets
- 1999 : Rien que des potagers !
- 2000 : En l'honneur de l'an 2000, vous êtes libres ![1]
- 2001 : Mosaïculture et compagnie
- 2002 : L'érotisme au jardin
- 2003 : Les Mauvaises herbes
- 2004 : Vive le chaos ! Ordre et désordre au jardin
- 2005 : Les jardins ont de la mémoire
- 2006 : Jouer au jardin
- 2007 : Mobiles ! Des jardins pour un monde en mouvement
- 2008 : Des jardins en partage
- 2009 : Jardins de couleur
- 2010 : Jardins corps et âme
- 2011 : Jardins d'avenir ou l'art de la biodiversité heureuse[9]
- 2012 : Jardins des délices, jardins des délires[2]
- 2013 : Jardins des sensations
- 2014 : Jardins des péchés capitaux
- 2015 : Jardins extraordinaires, jardins de collection
- 2016 : Jardins du siècle à venir
- 2017 : Flower Power - Le Pouvoir des fleurs
- 2018 : Jardins de la pensée
- 2019 : Jardins de paradis
- 2020 : Les jardins de la Terre, retour à la Terre Mère
- 2021 : Biomimétisme au jardin[10]
- 2022 : Jardin idéal
- 2023 : Jardin résilient
- 2024 : Jardin source de vie
- 2025 : Il était une fois un jardin. Jardin enchanteur, jardin enchanté

## Les Jardins de Lumière
De début juillet à fin août, au cœur de l’été et à la tombée de la nuit, le Domaine de Chaumont-sur-Loire propose une promenade nocturne dans les allées du Festival International des Jardins, au milieu des créations des architectes paysagistes .
Les "Jardins de Lumière" entraînent librement le visiteur dans une déambulation poétique au sein du Festival entièrement revisitée par des "ingénieurs lumière" et réalisée grâce à des diodes électroluminescentes à basse consommation d’énergie.
Les jardins se transforment alors pour prendre des couleurs étonnantes et émerveiller les regards, en créant de nouvelles ambiances, insolites, féeriques ou mystérieuses, où les ombres géantes et mouvantes, ainsi que de subtils reflets emportent l’imaginaire du spectateur vers de nouveaux espaces en des paysages magiques.